# Nama jamaicensis
Nama jamaicensis är en strävbladig växtart som beskrevs av Carl von Linné. Nama jamaicensis ingår i släktet Nama och familjen strävbladiga växter. Inga underarter finns listade i Catalogue of Life.

## Bildgalleri

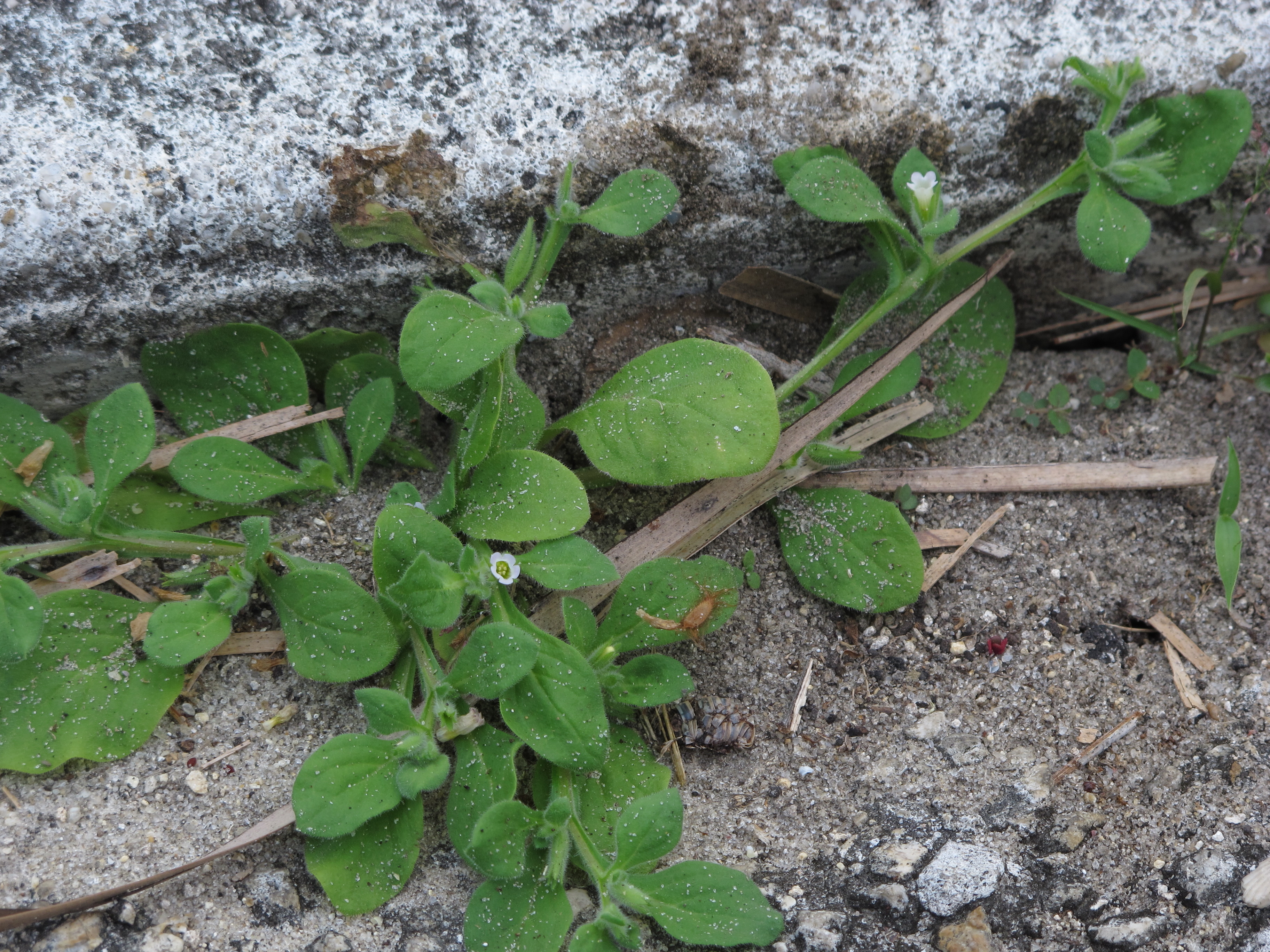
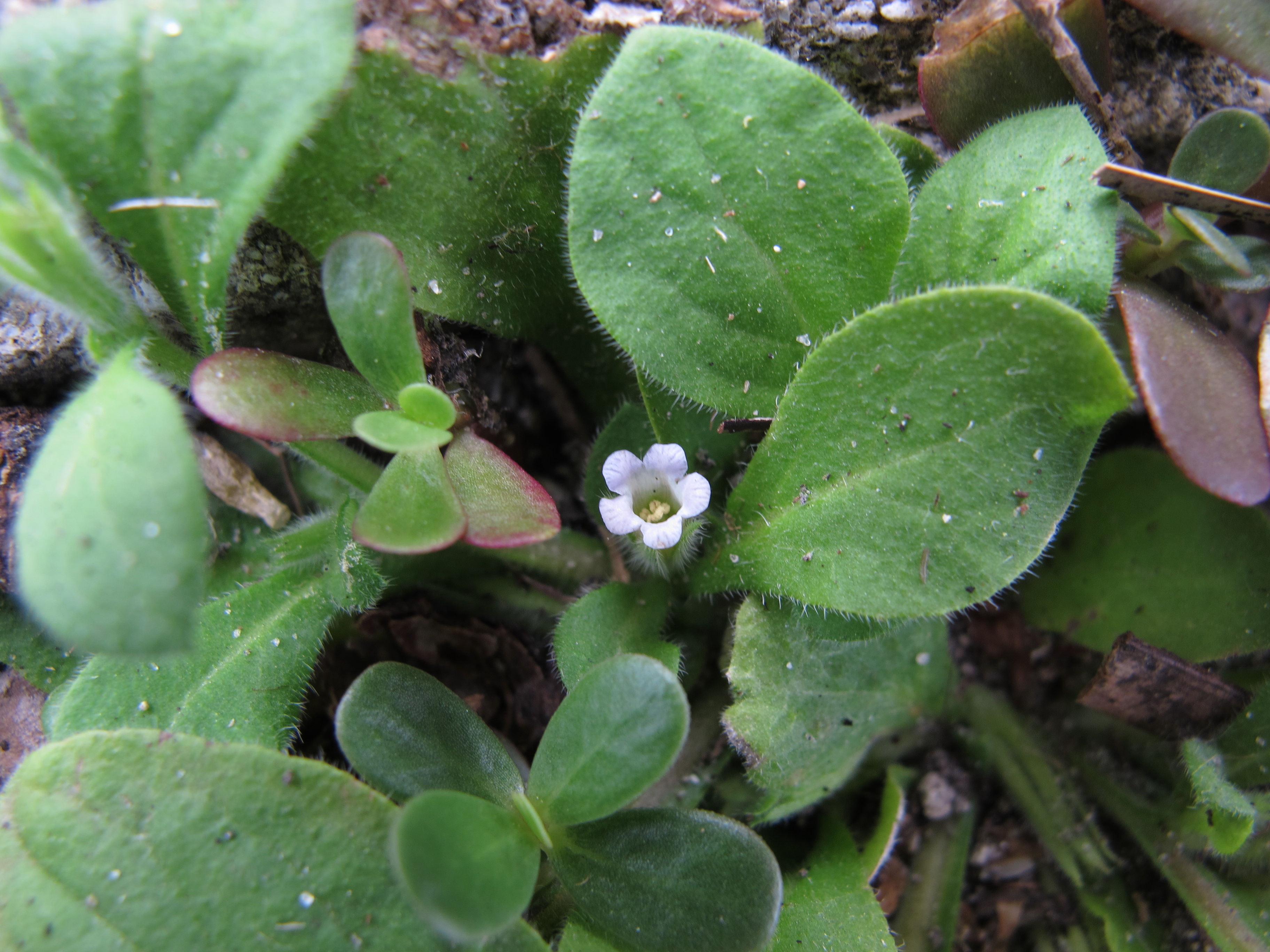